# Grundträsket (Råneå socken, Norrbotten, 734425-178285)
Grundträsket är en sjö i Luleå kommun i Norrbotten och ingår i Råneälvens huvudavrinningsområde. Sjön har en area på 1,5 kvadratkilometer och ligger 132 meter över havet. Grundträsket ligger i Råneälven Natura 2000-område. Sjön avvattnas av vattendraget Ronningsbäcken (Grundtjärnsbäcken).

## Delavrinningsområde
Grundträsket ingår i det delavrinningsområde (734611-178276) som SMHI kallar för Utloppet av Grundträsket. Medelhöjden är 150 meter över havet och ytan är 9,68 kvadratkilometer. Det finns inga avrinningsområden uppströms utan avrinningsområdet är högsta punkten. Ronningsbäcken (Grundtjärnsbäcken) som avvattnar avrinningsområdet har biflödesordning 3, vilket innebär att vattnet flödar genom totalt 3 vattendrag innan det når havet efter 46 kilometer. Avrinningsområdet består mestadels av skog (61 procent). Avrinningsområdet har 1,6 kvadratkilometer vattenytor vilket ger det en sjöprocent på 16,5 procent.